# Zarzeczne (obwód rówieński)
Zarzeczne, Pohost Zarzeczny (ukr. Зарічне, Zariczne) – osiedle typu miejskiego na Ukrainie, w obwodzie rówieńskim, siedziba władz rejonu zarzeczniańskiego.

## Historia
Miejscowość założona w 1480 roku.
Status osiedla typu miejskiego posiada od 1959 roku.
W 1989 roku liczyło 6443 mieszkańców.
W 2025 roku liczyło 6567 mieszkańców.